# Joshua Slocum

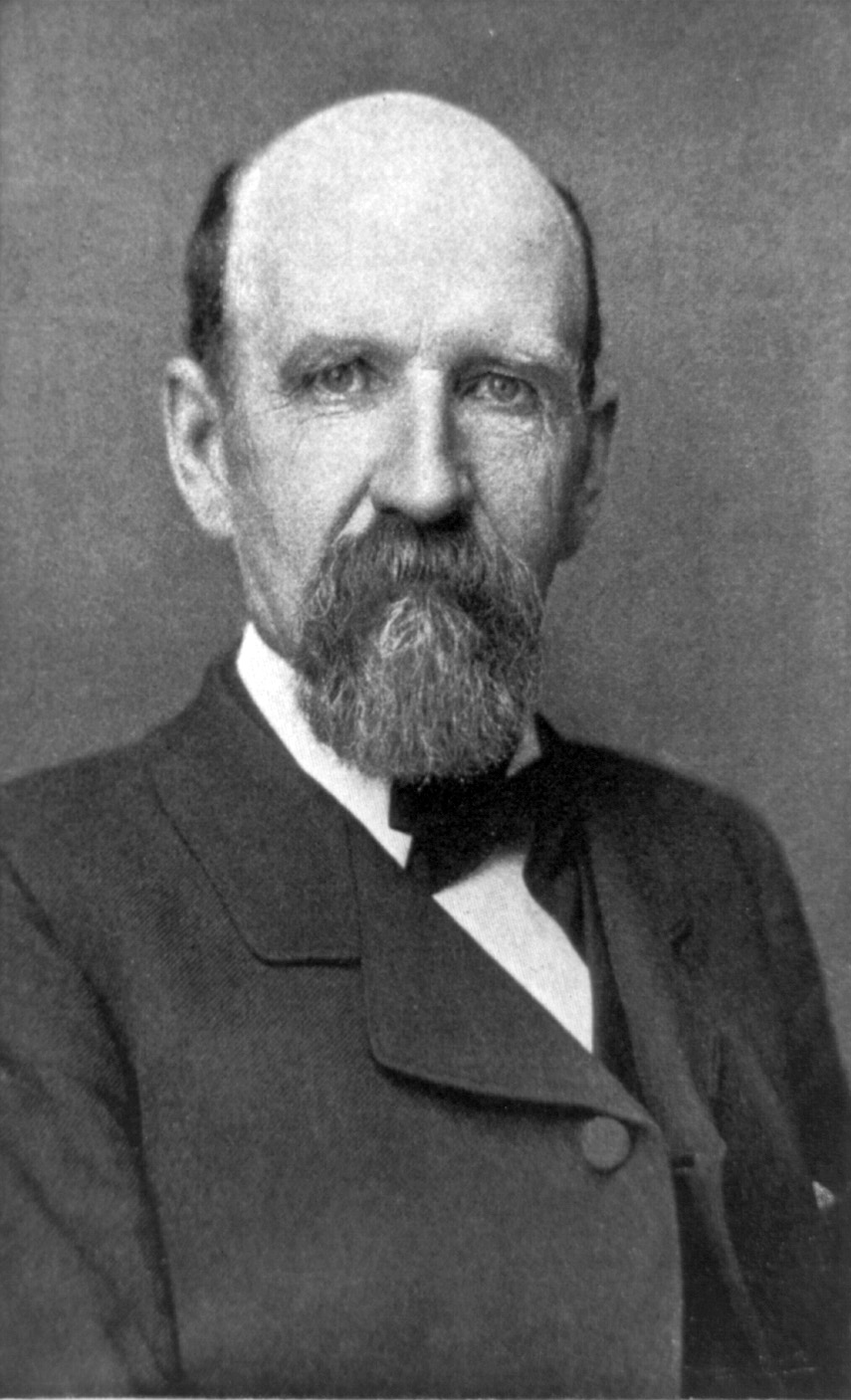
Joshua Slocum (1899)

Joshua A. Slocum (* 20. Februar 1844 in Wilmot, Neuschottland; † November 1909 auf dem Atlantik verschollen) war ein Seemann und Reiseschriftsteller, der als erster Einhandsegler eine Weltumrundung vollbrachte. Er war von Geburt Kanadier, hatte jedoch 1865 die US-amerikanische Staatsbürgerschaft angenommen.

## Jugend und Reisen
Als Sohn einer Seefahrerfamilie fuhr er bereits mit zwölf Jahren als Schiffsjunge auf den Fischerbooten in der Bucht von Fundy. Mit sechzehn Jahren heuerte er als Seemann in der Berufsschifffahrt an und stieg mit 25 Jahren zum Kapitän seines ersten Schiffs auf. Im Jahr 1870 segelte er die Bark Washington nach Sydney. Dort lernte er die Amerikanerin Virginia Albertina Walker kennen und heiratete sie am 31. Januar 1871. Aus der Ehe gingen vier Kinder hervor.
Die Washington ging im Sturm vor Alaska durch Strandung verloren, und Slocum brachte sich und die Mannschaft in einem selbstgebauten Walfangboot nach Kodiak in Sicherheit. Sein Ruf als fähiger Seemann wurde durch dieses Abenteuer eher gefestigt als beeinträchtigt, und Slocum erhielt das Kommando über verschiedene weitere Schiffe. Im Jahr 1884 kaufte er die Bark Aquidneck und segelte sie nach Buenos Aires; dort starb seine Frau Virginia am 25. Juli 1884. In zweiter Ehe heiratete er 1885 Henrietta M. Elliott. Im Februar 1886 ging er mit seiner Frau und den kleinen Söhnen Garfield und Victor auf eine Fahrt nach Montevideo. Zum Jahresende 1887 ging die Aquidneck vor dem brasilianischen Dorf Guarakasava durch Strandung auf einer Sandbank verloren. Slocum rettete sich mit seiner Familie. Aus den Resten der Aquidneck baute er alsbald die Liberdade, ein Boot von 35 Fuß (10,7 m) Länge, mit dem er sich und seine Familie nach Hause brachte.

## Die Spray

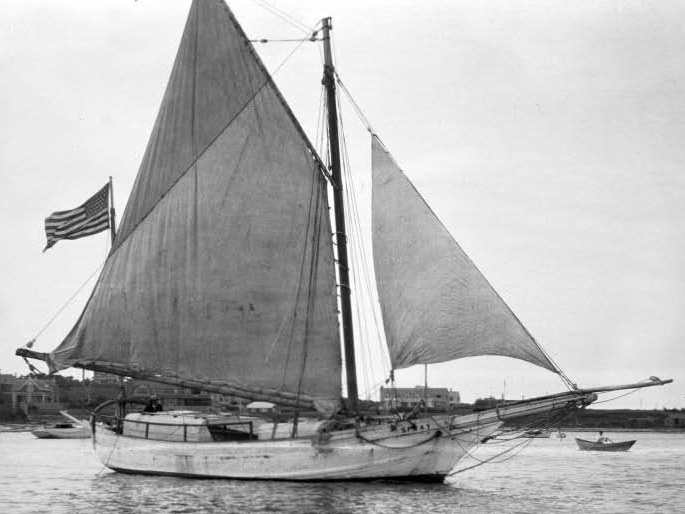
Die Spray

Im Winter 1892 bekam Slocum von einem Freund, Captain Eben Pierce, ein reparaturbedürftiges Schiff geschenkt: die Spray, ein alter Austernfischer von 11,2 m Länge (36 Fuß 9 Zoll) und 4,3 m Breite, der bereits sieben Jahre aufgepallt an Land gelegen hatte. Slocum erneuerte das Boot vollständig mit einem Aufwand von 553,62 $ für Material. Er investierte insgesamt dreizehn Monate Arbeit in dieses Schiff. Zunächst war die Spray als Gaffelkutter geriggt, also mit einem Gaffel-Großsegel sowie Klüver und Außenklüver als Vorsegel.
Im Laufe der Weltumseglung baute Slocum die Spray zur Yawl um: Er kürzte dazu den Großsegelbaum und brachte am Heck einen Besanmast mit kleinem Gaffel-Treibersegel an. Ebenso kürzte er den Klüverbaum, um das Einholen der Vorsegel zu erleichtern.

## Die Reise
Am 24. April 1895 brach Slocum von seinem Heimathafen Boston, Massachusetts, zu seiner Reise auf. In den Häfen der amerikanischen Ostküste vervollständigte er zunächst seine Ausrüstung und segelte im Mai 1895 von Yarmouth aus auf den Atlantik, da er zunächst eine Weltumsegelung in östlicher Richtung durch den Sueskanal plante. Über Horta auf der Azoreninsel Fayal erreichte er am 4. August Gibraltar. Dort ließ er sich überzeugen, dass das südliche Mittelmeer wegen der dort noch herrschenden Piraterie für einen Einhandsegler zu gefährlich sei, und entschied sich für die Umrundung in westlicher Richtung auf der Südhalbkugel der Erde.
Von Gibraltar aus brach er in südwestlicher Richtung auf, segelte an der Kanareninsel Fuerteventura und den Kapverdischen Inseln vorbei, kreuzte den Äquator und erreichte am 5. Oktober Pernambuco in Brasilien. Nach weiteren Zwischenstationen in Rio de Janeiro, Montevideo und Buenos Aires segelte er nach Punta Arenas in der gefürchteten Magellan-Straße und erreichte von dort am 3. März 1896 den Pazifik bei Kap Pilar. Dort wurde er vom Sturm zurückgetrieben und konnte erst vierzig Tage später am 13. April die Küste verlassen.
Über die Robinson-Insel und Samoa erreichte Slocum am 1. Oktober 1896 Newcastle in Australien. Er blieb dort über ein halbes Jahr, besuchte Sydney, Melbourne und Tasmanien und setzte erst am 16. April 1897 seine Reise fort. Er folgte der Ostküste Australiens am Great Barrier Reef, segelte durch die Torres-Straße, durchquerte den südlichen Indischen Ozean über die Weihnachtsinsel, die Kokosinseln, Rodrigues und Mauritius und erreichte am 17. November 1897 Port Natal in Südafrika. Er umrundete das Kap der Guten Hoffnung und nach einem Aufenthalt in Kapstadt brach er am 26. März 1898 wieder auf, um den Atlantik in nordwestlicher Richtung zu durchqueren.
Sein Kurs führte ihn über St. Helena und Ascension, vorbei an Trinidad, über Grenada und Dominica nach Antigua, das er am 1. Juni 1898 erreichte. Die letzte Etappe führte ihn direkt nach Newport (Rhode Island), wo er am 27. Juni 1898 eintraf. Slocum hatte in drei Jahren und zwei Monaten alleine als Segler eine Reise von über 46.000 Meilen gemacht, die ihn um den ganzen Globus geführt hatte.

## Lebensende
Slocum veröffentlichte 1899 seinen Reisebericht Sailing Alone Around the World, der schnell ein Klassiker der Reise-, See- und Abenteuerliteratur wurde und nicht zuletzt wegen seiner prägnanten Sprache mit reichlich trockenem „Yankee-Humor“ auch geblieben ist. Seinen ersten festen Wohnsitz erwarb Slocum erst 1902, als er eine Farm auf der Insel Martha’s Vineyard kaufte. Am 14. November 1909, im Alter von 65 Jahren, brach Joshua Slocum zu einer weiteren Einhandreise auf, um zum Orinoko zu segeln, wo er jedoch nie ankam. Es wird vermutet, dass sein Boot von einem Wal gerammt oder von einem Dampfer überfahren wurde und er auf dieser Reise ums Leben kam. Im Jahr 1924 wurde er amtlich für tot erklärt.

## Werke
- The Voyage of the Liberdade. 1890.
- The Voyage of the Destroyer. 1894. Über die Ablieferung eines Kriegsschiffes an Brasilien.
- Sailing Alone Around the World. 1899 freies E-Book mit Originalgrafiken beim Projekt Gutenberg.

Allein um die Welt Bielefeld 1970, ISBN 3-7688-0242-6.
- Sailing Alone Around the World. London/New York 1935.

 Erdumseglung – ganz allein! F.A.Brockhaus, Leipzig 1937. Exzellente deutsche Übersetzung, auch der nautischen Ausdrücke, von Christian Sundsval.
- Allein um die Welt segeln. Aequator Verlag, München 2014. Neu übersetzt und erstmals in deutscher Sprache mit Originalgrafiken. ISBN 978-3-95737-000-6, (E-Book: ISBN 978-3-95737-002-0).